# Emeopedus degener
Emeopedus degener là một loài bọ cánh cứng trong họ Cerambycidae.